# Snäckfeber
Snäckfeber eller bilharzia (även känt som bilharziosis, schistosomiasis eller snigelfeber) är en sjukdom som orsakas av parasitmask av släktet Schistosoma. Infektion av urinvägar eller inälvor kan ske. Symptomen innefattar bland annat magsmärta, diarré, blodig avföring (hematochezi), eller blod i urinen. Hos långtidssmittade kan även leverskada, njursvikt, infertilitet eller blåscancer uppstå. Hos barn kan sjukdomen orsaka försämrad tillväxt och inlärningssvårigheter.
Sjukdomen sprids genom kontakt med vatten innehållande parasiter. Parasiterna frisätts från sötvattenssniglar som bär på smittan. Sjukdomen är speciellt vanlig bland barn i utvecklingsländer då de med högre sannolikhet leker i vatten som innehåller smittan. Andra riskgrupper innefattar bönder, fiskare och människor som använder vattnen med smittan i dagligt bruk. Diagnos sker vid fynd av parasitära ägg i en individs urin eller avföring. Diagnos kan även ställas genom fynd av parasit-specifika antikroppar i blodprov.
Förebyggande metoder innefattar bland annat att öka tillgång till rent vatten och att minska antalet sötvattenssniglar. I områden där sjukdomen är vanligt förekommande kan hela grupper behandlas samtidigt och på årlig bas via medicinering med prazikvantel. Detta görs för att minska antalet individer som smittas och på så sätt förhindra spridning. Prazikvantel är också den behandling som rekommenderas av Världshälsoorganisationen (WHO) för de som drabbats av infektion.
Schistosomiasis drabbar nästan 210 miljoner människor över världen, och det beräknas att 12 000 till 200 000 dör årligen till följd av sjukdomen. Sjukdomen är förekommer för det mesta i Afrika, Asien och Sydamerika. Kring 700 miljoner människor, i fler än 70 länder lever i områden av världen där sjukdomen är vanligt förekommande. Schistosomiasis är den parasitsjukdom som har näst störst ekonomisk inverkan efter malaria.

## Maskarnas levnadscykel

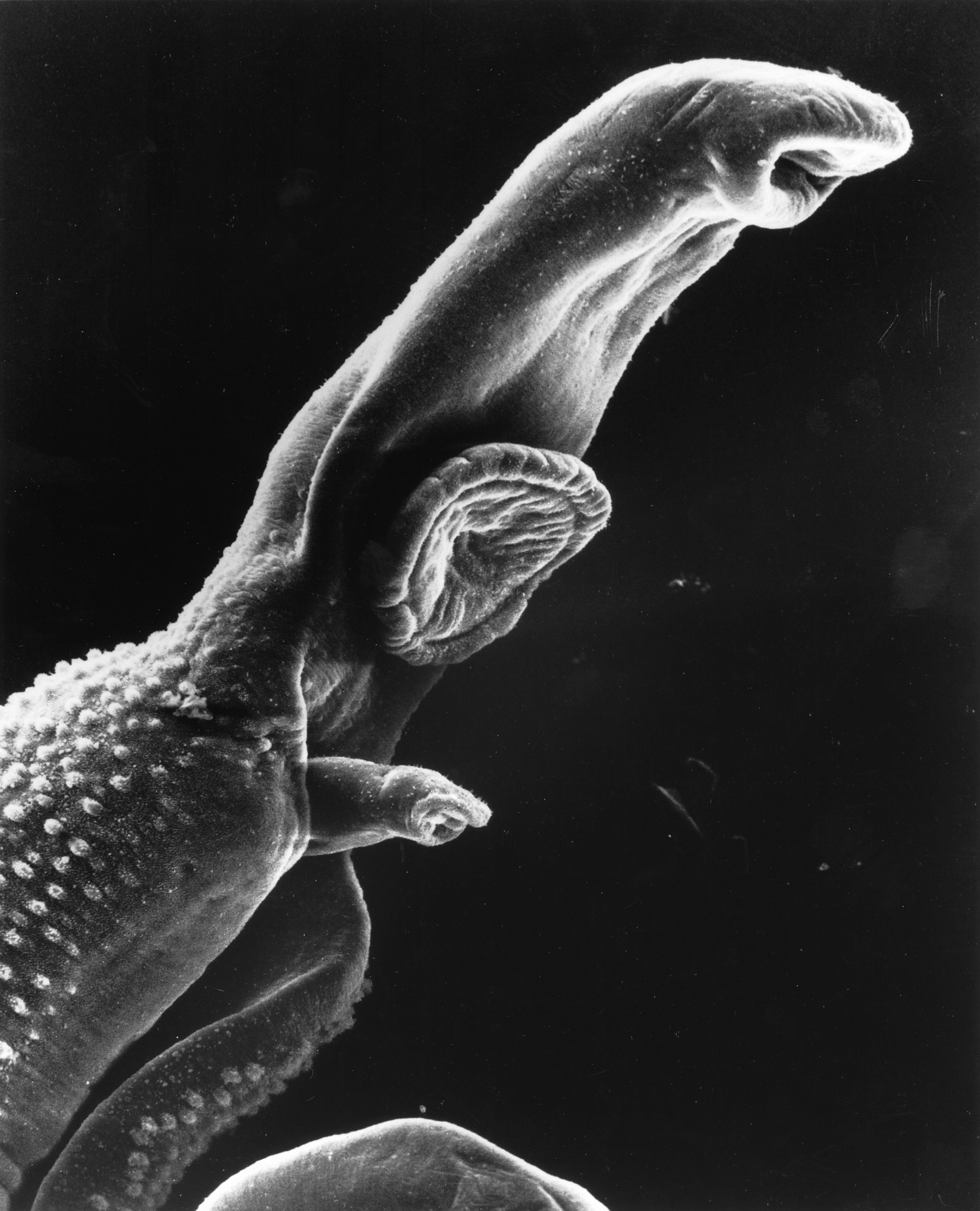
Parasiten.

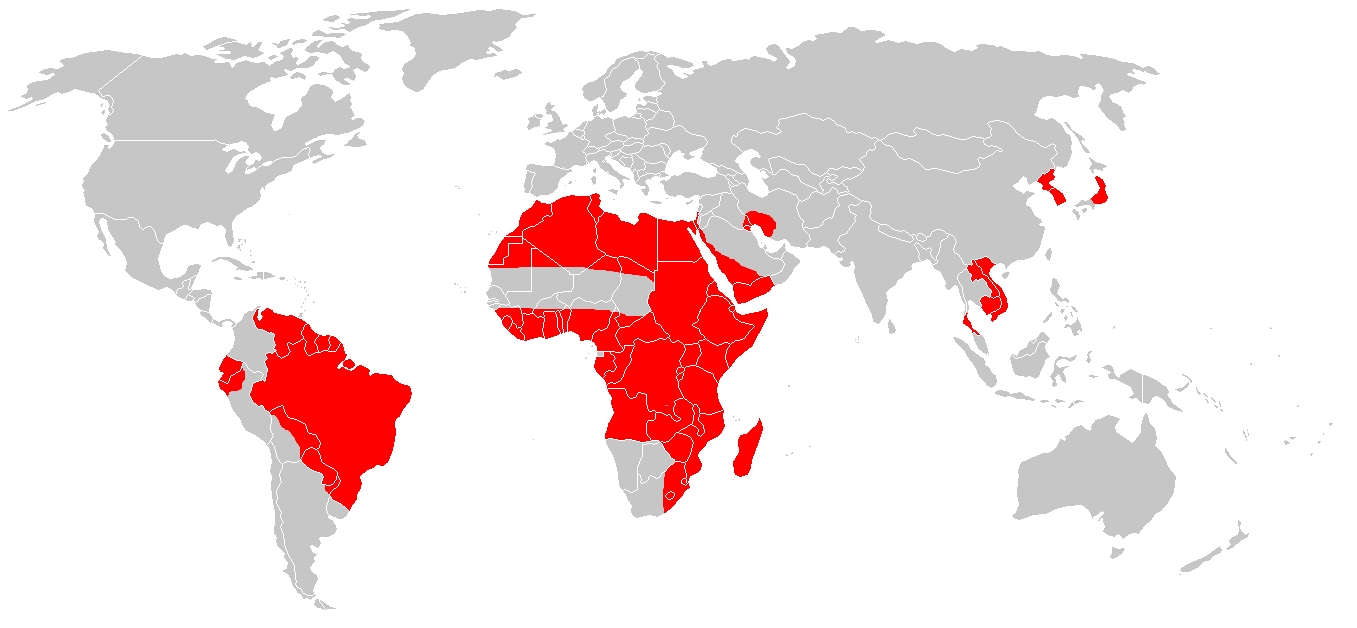
Områden där snäckfeber förekommer.

Maskarnas levnadscykel inbegriper två värddjur: en människa och en vattensnäcka. Maskarnas ägg kläcks i vattnet till så kallade miracidier. Dessa infekterar en vattenlevande snäcka där de utvecklas och ger upphov till larver, cerkarier, som sprids i vattnet. Cerkarierna infekterar människor genom att tränga in i huden. I levern utvecklas den könsmogna masken, varefter den migrerar vidare till sin slutgiltiga lokal. Denna lokalen varierar beroende på vilken art av Schistosoma det rör sig om – S. japonicum och S. mekongi migrerar till små vener i tarmen, S. mansoni migrerar till små vener i tjocktarmen och S. haematobium migrerar till urinblåsans venösa plexus. Beroende på vilken art det rör sig om, och därigenom vilken lokal som är infekterad, varierar symtomen och hur äggen sprids. Äggen sprids via urin (S. haematobium) respektive avföring (övriga arter). När avföring eller urin når färskt vatten kläcks äggen.

## Historia
De tidigaste omnämnandena av sjukdomen återfinns bland annat i Berlin-papyrusen och London-papyrusen, men då visste ingen vad som orsakade sjukdomen.
De första som vetenskapligt beskrev parasitmasken som framkallar sjukdomen var Theodor Bilharz 1851, och han kom även att namnge sjukdomen 1854.